# (sic!)
(sic!) ist das siebte Studioalbum der deutschen Oi- und Punkband Broilers. Es wurde am 3. Februar 2017 über das bandeigene Musiklabel Skull & Palms Recordings gemeinsam mit Warner Music Group veröffentlicht. Das Wort sic bedeutet „so und nicht anders“ und soll als Albumtitel auch metaphorisch verstanden werden. Die Geschichte der Band könnte hier und da fehlerhaft wirken, doch so wie es ist, ist alles richtig, eben „so und nicht anders“.

## Cover
Das Cover ist in Schwarz- und Orangetönen gehalten. Im oberen Drittel stehen links in Orange die Albumtitel, in der Mitte steht in Weiß ganz oben in Großbuchstaben Skull & Palms Recordings präsentiert, darunter mit einer größeren Schriftgröße erst BROILERS und darunter (sic!). Die unteren zwei Drittel zeigen die Band, die vor einer Mauer steht. Sie tragen alle schwarze T-Shirts und schwarze Jacken. Sammy Amara, der in der Mitte steht, hält einen Becher in der Hand. Das Booklet, in dem alle Texte enthalten sind, ist ebenfalls in Schwarz, Orange und Weiß gehalten. Für das Artwork zeichnet Sammy Amara verantwortlich, für die Fotografien Robert Eikelpoth und Alexander Wurm. Meist sind es große Schwarzweißfotografien, die die Texte illustrieren, manchmal auch viele kleine, die wie Schnappschüsse wirken. Lediglich auf der Seite von Die Beste aller Zeiten und Irgendwas in mir sind kleine Farbfotos von der Band zu sehen. Meine Familie wird mit einem Farbfoto der fünf tätowierten Hände gestaltet.
Neben der CD im Digipak ist es auch als Preorder in Vinyl und als limitierte Deluxe Edition mit der Dokumentation und Geschichte zur Entstehung des Albums auf DVD erhältlich. Zusätzlich gibt es sie noch in einer Fanbox, die neben der DVD, vielen kleinen Beigaben auch noch ein Stück des Original-Backdrops der Noir-Tour enthält.

## Themen und Titelliste
Das Album ist politischer als das letzte Album Noir. Die Band versteht sich als Sprachrohr, will sich positionieren und eine Meinung haben.
Gleich beim ersten Song des Albums geht es um das Verhältnis zu Deutschland, zum eigenen Land. Mit „Du bist nur ein Land, du regierst mich nicht,“ thematisiert Amara die Haltung, die jeder zu seinem Land einnehmen kann. Ein Land, in das jeder zufällig geboren wurde. Er warnt davor, dass sehr schnell aus Patriotismus Nationalismus werden kann. Für die Broilers liegt nur ein sehr schmaler Grat zwischen beiden Betrachtungsweisen, beiden Weltanschauungen.
Politisch Position beziehen sie auch mit Bitteres Manifest: „Ich hock’ in meiner dunklen Kammer, krummer Rücken, armer Poet, über einen Stapel Blätter, spuck ein wütendes Pamphlet.“
In Keine Hymnen heute warnen sie vor dem Faschismus. Im Songtext heißt es: „Auf einem Haufen steckt man Bücher an, die Kunst verlässt das Land, die Musik entartet, der Rest ist uns bekannt.“ Anregung für diesen Song erhielt Amara von dem Schriftsteller und Dichter aus dem 18. Jahrhundert Johann Gottfried Seume, dereinst selbst von Soldatenwerbern zum Dienst in der Armee gezwungen wurde. Ihm wird das Zitat „böse Menschen haben keine Lieder“ zugesprochen.
Die Beste aller Zeiten ist autobiografisch. Er erinnert an die Jugend der Band: „Zivildienst und Bundeswehr, ich trug lieber den Müll raus, als ein Gewehr, das Studieren musste warten, ich fuhr erstmal Pizza und versuchte zu atmen“.
Ihr da oben erinnert nicht nur an all die verstorbenen allseits bekannten „Helden“, sondern auch an all jene Menschen, an die der Einzelne ganz individuell denken möchte.
Auch Zu den Wurzeln ist autobiografisch. Sammy Amara hatte aufgrund seines Aussehens persönlich das Erlebnis, für einen Ladendieb gehalten zu werden. Dies ist für den betroffenen Menschen verletzend und zeigt, dass er nicht einfach als Mensch gesehen wird, sondern in eine Schublade gesteckt wird.
Im Interview bei jumpradio.de sagt Amara zu Als das alles begann, der auch vor Rassismus und Nationalismus warnt: „Ich befürchte, dass viele Menschen, die jetzt bei Pegida und co. mitlaufen, nicht sehen, in welche Richtung das gehen kann. Es wäre einfach schlimm, wenn daraus etwas ganz Ungutes resultiert und die irgendwann sagen, aber das konnte ich mir nicht vorstellen, dass das passiert, das wollte ich doch nicht. Aber wir haben doch Geschichtsbücher. Und wir müssen uns dann irgendwann die Frage von unseren Kindern gefallen lassen, warum habt ihr nichts getan? Warum habt ihr das zugelassen? Ihr wusstet doch alles.“
Woran glauben ist für die Generation Z geschrieben, denen laut Aussage von Amara die Türen offen stünden, die aber satt wären. Die nach außen etwas darstellen wollen, ganz im Unterschied zur Generation Y, zu der er sich selbst zählt. Es fehle ihnen an Empathie im realen Leben, da sie zu sehr auf die sozialen Netzwerke fokussiert scheinen.
| #   | Titel                  | Länge |
| --- | ---------------------- | ----- |
| 1.  | Nur ein Land           | 3:16  |
| 2.  | Bitteres Manifest      | 3:30  |
| 3.  | Keine Hymnen heute     | 3:01  |
| 4.  | Die Beste aller Zeiten | 3:09  |
| 5.  | Irgendwas in mir       | 2:50  |
| 6.  | Gangster, Gangster     | 3:11  |
| 7.  | Ihr da oben            | 3:54  |
| 8.  | Unsere Tapes           | 3:26  |
| 9.  | Meine Familie          | 3:08  |
| 10. | Zu den Wurzeln         | 4:06  |
| 11. | Woran glauben?         | 3:09  |
| 12. | Als das alles begann   | 4:01  |
| 13. | Und hier steh’ ich     | 3:32  |

## Veröffentlichungen
Der Song Bitteres Manifest wurde am 2. Dezember 2016 als Download und als 7″-Vinyl jedoch mit einer auf 3.000 Stück limitierten und nummerierten Auflage veröffentlicht. Auf der B-Seite findet sich als Etching das Songzitat: „Ein Platz ist frei und ich nehm’ Dich mit“. Das Video zum Song wurde ebenfalls am 2. Dezember 2016 veröffentlicht. Produziert wurde von GRID-Filmproduktion in Achen und Daniel Kosch führte die Regie.
Am 13. Januar 2017 wurde Keine Hymnen heute als Download veröffentlicht, das Video dazu am 20. Januar 2017. In diesem Kurzfilm von Regisseur Joern Heitmann marschieren finstere Gestalten in Uniformen, die an jene der SS erinnern, durch dunkle Gassen, terrorisieren Menschen und werfen Bücher, Noten und Musikinstrumente in ein Feuer. Produziert wurde in der Berliner Katapult Filmproduktion GmbH.
Wie das Video zu Bitteres Manifest wurde auch das am 26. Mai 2017 veröffentlichte Video zu Die Beste aller Zeiten von Grid Filmproduktion produziert. Der Song thematisiert die Biografie der Band von den Anfängen 1992 bis zur Gegenwart. Grid Filmproduktion waren während der (sic!)-Tour in der Lanxess Arena in Köln und in der Festhalle (Frankfurt am Main) für Aufnahmen mit dabei. Sie formten mit diesen und einer Fülle von Archivmaterial das Video.

## Resonanz
Matthias Weckmann von metal-hammer.de schreibt, das Album sei wieder sehr viel sozialpolitischer gefärbt als das Album zuvor. Musikalisch sei es für ihn geradliniger ausgerichtet und überzeugte mit Authentizität, hätte jedoch nicht die Hitdichte und Stilvielfalt, die er bei dem Album Noir sieht. Klar sei, wie er schreibt: „Sammy Amara gehört weiterhin zu den charismatischsten Erscheinungen in diesem Land.“
Whiskey-soda.de resümiert: „Die Broilers klingen auf (sic!) direkt wie nie. Zwar war Stellungbeziehen schon immer wichtig, jedoch muss es schon ganz schön unter den Nägeln brennen, um in so klaren Zeilen wie auf dieser Platte zu enden. Dass man solche Aussagen nicht in Schunkelhymnen gießen kann, versteht sich von selbst. (sic!) ist ein abwechslungsreiches Werk geworden, auf den Punkt, leidenschaftlich und anders. Anders als man es erwartet hätte. Die Broilers stellen mit (sic!) klar, mit wem (oder eher mit wem nicht) sie auf ihrer Party natürlich zu den besten Liedern auf den alten Tapes tanzen wollen.“
Der Autor von toughmagazine.de schreibt: „Mein Fazit fällt mehr als positiv aus, denn die Songs sind extrem punk-rockig … das hätte ich so nach dem „Noir“-Release nicht erwartet. Neben den hervorragenden Titeln ist auch das Artwork mehr als erstklassig und somit gibt es von mir die volle Punktzahl! Bei vielen Songs hört man, dass musikalisch etwas zurückgerudert wird und das ist genau dass, was „viele“ Fans wollten – alles richtig gemacht!“
Neckbreaker.de stellt in seiner positiven Kritik vor allem, die Kunst der deutschen Lyrik heraus, derer sich Amara wieder bediente. Bei dem sich aktuell erstarkenden Rechtspopulismus setzte die Band mit Nur ein Land gleich mit dem ersten Song klare Widerworte: „Was willst du mir erzählen? Was soll ich denn spüren? … Du bist nur ein Land – du regierst mich nicht!“ Neben eindringlichen politischen Botschaften, die an das schwärzeste Kapitel der deutschen Geschichte erinnerten (Keine Hymnen heute), befänden sich auf dem Album auch Songs wie Ihr da oben, ein Andenken an vermisste, weil viel zu früh verstorbene Menschen. Musikalisch seien die Lyriks mit authentischem Rock-Beat und hier und da ein bisschen eingestreutem Ska verpackt.
Kai Butterweck von laut.de leitet sein Statement mit den Worten ein: „(Sic!) präsentiert sich als ein in sich stimmiges, wuchtig produziertes Punkrock-Werk.“ Auch inhaltlich gäbe es nichts zu Nörgeln. Sie griffen mit (Sic!) Themen auf, vor denen die meisten Großen der nationalen Pop-Branche kuschten. Sie regten zum Nachdenken an und präsentierten jedem Gegner des Friedens und der Freiheit den ausgestreckten Mittelfinger.
Das Magazin Visions verzichtete auf eine Rezension und erklärte dazu: „Unsere 7/12-Punkte-Rezension zu Noir war den Düsseldorfer Stadion-Punks nicht euphorisch genug. Sie baten uns darum, ihr neues Album (Sic!) nicht mehr zu besprechen, geschweige denn zu soundchecken. Wir haben dem Wunsch gerne entsprochen.“